# Charlie Petersen
Charlie Pedersen (født 26. december 1954) er en tidligere dansk fodboldspiller, der spillede højre wing for Holbæk, Køge Boldklub og HIK i 1970'erne og 1980'erne.
Han er uddannet cementstøber og var 1975-sæsonen central for Køges danmarksmesterskab med 22 mål.
Charlie Pedersen arbejder i dag for Vej & Park i Høje-Taastrup Kommune.